# 李宏利
李宏利（1980年12月26日—），中國男子舉重運動員，原籍湖南寧遠，后入籍廣東新會。

## 生平
李宏利於1990年在江門體育學校參與舉重訓練，教練是李樟。4年後，他取得進入廣東舉重隊參與訓練的機會，當時他的教練為廖德強。2002年，他成為國家隊一員，陳文斌為他的教練。
1998年的亞洲青年錦標賽中，李宏利在男子77公斤級小項中分別贏得抓舉與總成績兩項冠軍。翌年 美國的世界青年錦標賽中，他包辦了男子77公斤級小項中挺舉、抓舉及總成績三項冠軍，並且刷新了抓舉與總成績的世界青年紀錄。同年9月於陝西舉行的四城會中，他奪得了舉重項目的男子77公斤級小項的金牌。
2000年至2001年間，李宏利兩度奪得全國錦標賽男子77公斤級小項中抓舉、挺舉與總成績三項錦標。又在大板東亞運中，以362.5公斤的總成績摘下男子77公斤級小項的金牌，同時，他在抓舉中以168公斤的成績改寫了亞洲紀錄。同年（2001年）11月，他在廣州舉行的九運會中，他擊敗悉尼奧運金牌得主占旭剛，為廣東隊增添一面金牌，成績為370公斤。
2002年，李宏利第三度成為全國錦標賽的冠軍得主。隨後一年11月於波蘭的世界錦標賽中，李宏利以172.5公斤的抓舉成績創下新的全國紀錄，且取下了冠軍。同年，他又於全國錦標賽中封皇。2004年，他第四度衛冕全國錦標賽的冠軍。
2005年9月，李宏利於十運會舉重項目中的男子77公斤級小項以367.5公斤為廣東摘下當屆所得的46面金牌的其中一面。兩個月後，李宏利於世界錦標賽中贏得男子77公斤級小項中總成績、抓舉、挺舉三項錦標。翌年10月在多明尼加舉行的世界錦標賽中，他奪得了男子77公斤小項的抓舉與總成績的金牌及銀牌，成績分別為167公斤和369公斤。隨後12月，李參與於多哈舉行的亞運會，並在舉重項目的男子77公斤級小項中以20公斤的差距壓過南韓對手，掄下一金。
2007年4月，李宏利於泰安舉行的亞洲錦標賽中，他以168公斤、201公斤與369公斤奪得男子77公斤級小項的抓舉、挺舉及總成績三項的金牌。
2008年北京奧運李宏利得到銀牌，據資料顯示，他為了穩奪銀牌而放棄金牌，因當時他可按形勢加上幾公斤反勝韓國選手史载赫，但他沒有這樣做。2010年，李宏利退役。

## 資料來源
1. ↑  我县优秀举重运动员李宏利进军北京奥运会[永久] 宁远县人民政府网
2. ↑  ">記國家舉重隊湖南選手李宏利 （页面存档备份，存于）
3. ↑  東亞運動會：中國舉重選手李巨集利打破亞洲紀錄[永久]
4. ↑  .   [2016-05-18]. （原始内容存档于2019-06-13）.
5. ↑  .   [2011-12-02]. （原始内容存档于2016-03-04）.
6. ↑  我的奥林匹克－李宏利[永久]
7. ↑  .   [2007-06-20]. （原始内容存档于2019-04-25）.
8. ↑  .   [2007-06-20]. （原始内容存档于2019-06-06）.
9. ↑  .   [2012-11-02]. （原始内容存档于2010-02-03）.
10. ↑  據說是他挺舉時體力時出現問題，請參閱 挺举时体力出问题 李宏利认为减肥是头号败因 （页面存档备份，存于）
11. ↑  举重名将李宏利退役做行政[永久]